# Antoni Madeyski
Antoni Franciszek Mieczysław Madeyski herbu Poraj (ur. 16 października 1862 w Fośni Wielkiej w powiecie owruckim na Wołyniu, zm. 2 lutego 1939 w Rzymie) – polski rzeźbiarz i medalier.

## Życiorys
Antoni Madeyski w latach 1882–1886 studiował w krakowskiej Szkole Sztuk Pięknych u Izydora Jabłońskiego, Władysława Łuszczkiewicza i Walerego Gadomskiego. W latach 1886–1890 kontynuował studia w akademii wiedeńskiej w pracowniach Hermanna Helmera, Carla Kundmanna i Caspara Clemensa Zumbuscha. Lata 1893–1898 spędził w Petersburgu, studiując rzeźbę w tamtejszej akademii. Uczestniczył, odnosząc sukcesy, w dorocznych wystawach akademickich i uchodził za jednego z najbardziej płodnych rzeźbiarzy działających w tym czasie nad Newą. Pobyt Madeyskiego w Petersburgu przerywany był licznymi podróżami po ziemiach polskich, do Francji, Niemiec, Włoch.
W 1898 roku Madeyski przeniósł się na stałe do Rzymu, gdzie z przerwami mieszkał do końca życia. W Rzymie rozwinął ożywioną działalność, włączając się aktywnie w życie tamtejszej Polonii artystycznej. Jego pracownia przy via Flaminia 36 uchodziła za rodzaj salonu artystycznego oraz – ze względu na pomoc, jakiej udzielał Polakom – za „ambasadę polską” w Rzymie. W 1899 roku artysta zorganizował czytelnię polską w Antico Caffè Greco przy via Condotti. Roztoczył opiekę nad Aleksandrem Gierymskim. W 1902 współorganizował pośmiertną wystawę jego obrazów w Towarzystwie Zachęty Sztuk Pięknych (TZSP), a następnie wykonał (częściowo sam ponosząc koszty) grób z popiersiem Gierymskiego na cmentarzu Campo Verano w Rzymie.
W pierwszych latach pobytu w Rzymie Madeyski zdawał się ulegać pewnym wpływom nowych prądów, co przejawiało się we wzmożonej ekspresji kompozycji, falistości linii i miękkości modelunku jego rzeźb. Od trendów tych jednak szybko się uwolnił, pozostając pod wpływem antyku, a zwłaszcza renesansu włoskiego. Rzeźbił kompozycje statyczne, syntetyczne, nieraz wręcz chłodne w swojej hieratyczności, aczkolwiek wykonane z wielką biegłością warsztatową. Do tego typu dzieł należy monumentalne popiersie Jana Matejki ustawione w niszy na fasadzie gmachu TPSP w Krakowie (1901) oraz dwa nagrobki w katedrze wawelskiej: królowej Jadwigi (fundacji Karola Lanckorońskiego, 1902) i Władysława Warneńczyka (fundacji kardynała J. Puzyny, 1906). Monumentalne dzieła wawelskie przysporzyły Madeyskiemu sławy i spowodowały napływ zamówień z Polski, głównie od rodzin Sanguszków, Tarnowskich i Czartoryskich. Od 1903 artysta parokrotnie i przez dłuższe okresy gościł w Gumniskach w rezydencji Sanguszków. W 1914 Madeyski przeniósł się Francji (Biarritz, Pau). Od 1918 mieszkał w Paryżu, pracując w Urzędzie Polskim ds. cywilnych przy Komitecie Narodowym Polskim oraz w działającym przy nim biurze werbunkowym. Jakiś czas po rozwiązaniu komitetu powrócił do Rzymu.
W międzywojniu Madeyski wykonał m.in.: epitafium Władysława Czartoryskiego (w katedrze wawelskiej), relief z wizerunkiem Stefana Batorego (dla zamku wawelskiego, 1903), pomnik Maurycego Drużbackiego (w kościele Piotra i Pawła, odlany w Rzymie w 1912).
W uznaniu zasług dla Krakowa w 1908 roku uhonorowano go Krzyżem Kawalerskim Orderu Franciszka Józefa. W 1925 roku Madeyski otrzymał II nagrodę w konkursie rozpisanym przez Państwową Mennicę w Warszawie na polskie złote monety. Nagrodzony projekt z symbolicznym wizerunkiem Polonii zrealizowany został na rewersie srebrnych monet dwu-, pięcio- i dziesięciozłotowych, będących w obiegu od 1932 roku. Z okazji 50-lecia działalności twórczej Madeyskiego, TZSP zorganizowało w 1935 roku wystawę jubileuszową jego prac. Oprócz rzeźb eksponowano wówczas obrazy olejne, akwarele, rysunki oraz fotografie. Wystawa jubileuszowa spowodowała zainteresowanie krytyki twórczością Madeyskiego, która podsumowywała dotychczasowy dorobek artysty. Wyrażano wielkie uznanie dla erudycji historycznej Madeyskiego i solidnego warsztatu akademickiego oraz wielkiej dbałości o poprawność zewnętrznego ujęcia i umiar wewnętrznej ekspresji (Wacław Husarski, 1939). W 1936 znalazł się we władzach Koła Artystów Polskich „Kapitol”.
Zmarł w Rzymie na atak serca. Został pochowany tamże na cmentarzu Campo Verano.

## Ordery i odznaczenia
- Krzyż Oficerski Orderu Odrodzenia Polski (2 maja 1923)[4][5]
- Złoty Krzyż Zasługi (11 listopada 1936)[6]
- Krzyż Kawalerski Orderu Franciszka Józefa (1908)

## Wybrane dzieła

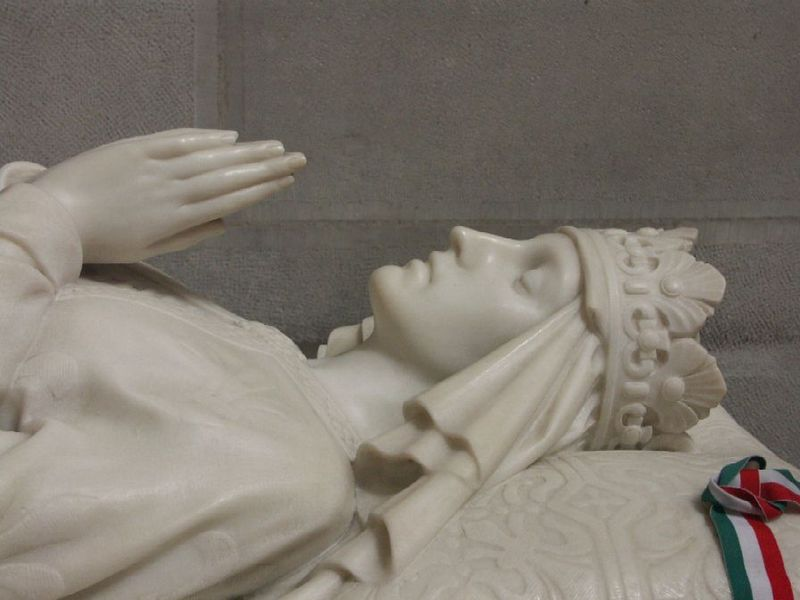
Fragment grobowca królowej Jadwigi, 1902

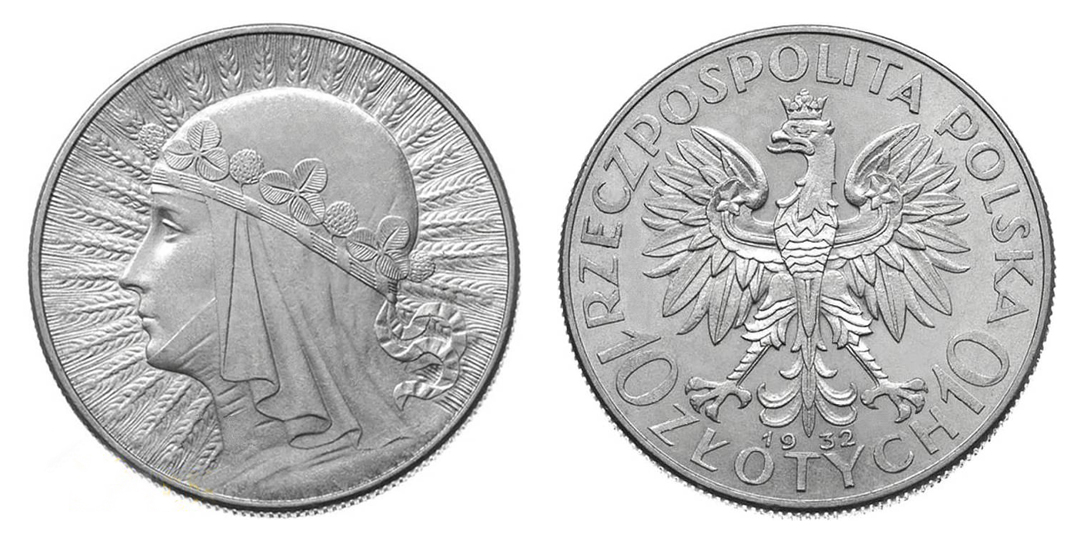
Polonia – obiegowa moneta według projektu Madeyskiego

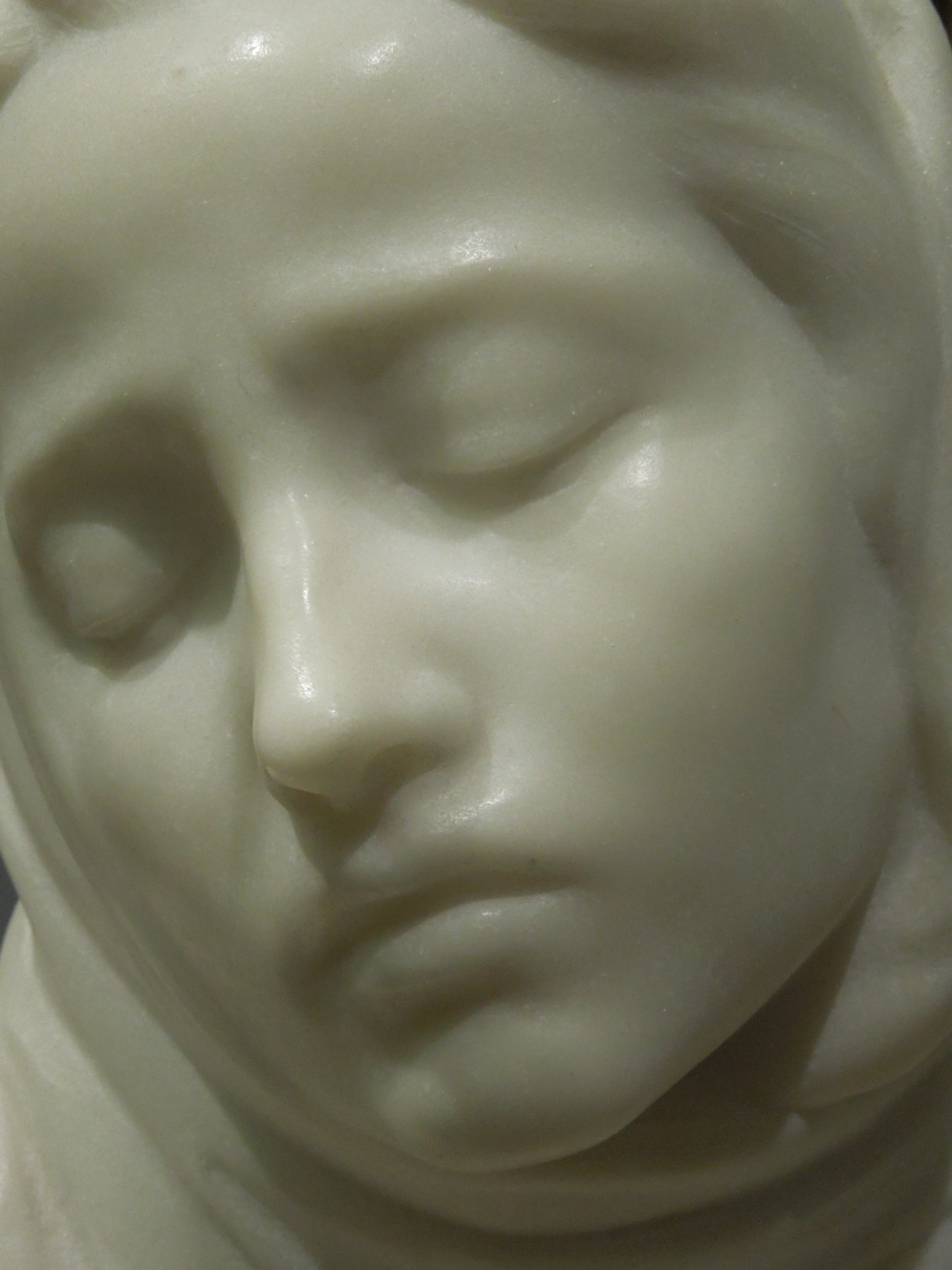
Ból (fragment), ok. 1898

- Ból[7], Muzeum Rzeźby im. Xawerego Dunikowskiego, Warszawa, ok. 1898
- Stefan Batory (plakieta reliefowa z napisem z rezydencji Nowina Chrzanowskich w Opaczy), kolekcja prywatna, 1899
- Popiersie Stanisława Kierbedzia[8], Muzeum Rzeźby im. Xawerego Dunikowskiego, Warszawa, 1900
- Śpiący pies[9], Galeria Sztuki Polskiej XIX wieku w Sukiennicach, Kraków, 1901
- Nagrobek królowej Jadwigi, katedra wawelska, 1902
- Nagrobek Aleksandra Gierymskiego[10][11], cmentarz Campo Verano, Rzym, 1903–1904
- Nagrobek króla Władysława III, katedra wawelska, 1903–1906
- Pomnik nagrobny księcia Władysława Sanguszki, Stary Cmentarz w Tarnowie, 1905
- Popiersie Jana III Sobieskiego[12], bazylika pw. św. Antoniego w Padwie, 1906
- Portret mężczyzny (płaskorzeźba), Łazienki Królewskie w Warszawie, 1907
- Aleksander Barzeński (Wiolonczelista)[13], Muzeum Rzeźby im. Xawerego Dunikowskiego, Warszawa, 1908
- Pomnik nagrobny księcia Eustachego Sanguszki, katedra tarnowska, 1909–1910
- Epitafium księcia Zdzisława Czartoryskiego[14], kościół pw. św. Elżbiety, Jutrosin, 1912
- Fryderyk Chopin (płaskorzeźba), Łazienki Królewskie w Warszawie, 1912
- Pomnik Maurycego Drużbackiego, kościół pw. św. Apostołów Piotra i Pawła, Kraków, 1912
- Popiersie Romana Damiana Sanguszki, ratusz w Tarnowie, 1913–1914
- Maria Grąbczewska (medalion)[15], kolekcja prywatna, 1922
- Pomnik nagrobny księcia Romana Sanguszki[16], Stary Cmentarz w Tarnowie, 1924
- Władysław Umiastowski (płaskorzeźba), Łazienki Królewskie w Warszawie, 1931
- Epitafium Stefana Przezdzieckiego[17], kościół pw. św. Stanisława Biskupa, Rzym, 1936
- Epitafium Kazimierza Skirmunta[18], kościół pw. św. Stanisława Biskupa, Rzym, 1936
- Epitafium Jana Albina Goetza II[19], kościół pw. Trójcy Świętej, Okocim